# Помпея/Помпей
Помпея/Помпей (лат. Pompeius/Pompeia; серпень 54 року до н.е.-54 року до н.е.)— донька/син Юлії Цезаріс та Помпея Великого. Онука/онук Юлія Цезаря

## Народження
Донька Юлія Цезаріс та Помпей Великий за часів Пізньоримської Республіки. Дитина Юлії та Помпея. Померла разом з матір'ю при пологах. Дівчинка народилася у серпні 54 року до н.е. Сестра Гней Помпей та Секст Помпей. Була єдиною дитиною у шлюбі. Швидше за все, померла одразу ж після народження або народилася мертвою. Помпей, який надзвичайно чекав дитину дуже сумував. Похована з Юлією на Марсовому полі. Є версія, що народився хлопчик.